# Колесников Микола Олексійович
Колесников Микола Олексійович (15 березня 1952) — радянський важкоатлет.
Учасник Олімпійських Ігор 1976 року.